# Джозеф Кларк
Джозеф Кларк  (англ. Joseph Clarke, 3 листопада 1992, Сток-он-Трент, Велика Британія) — британський веслувальник, що спеціалізується у водному слаломі, олімпійський чемпіон 2016 року, призер чемпіонатів світу.

## Біографія
Джозеф Кларк народився у Сток-он-Тренті, графство Стаффордшир, 3 листопада 1992 року. Вперше спробував веслування у віці восьми років, під час подорожі разом із Асоціацією скаутів. Потім він подав заявку на те, щоб приєднатися до Стаффордського клубу каное, але йому було відмовлено, через те, що він був занадто малий. Йому була надана можливість повторно подати заяву через клуб каное своєї школи, але оскільки у них було лише вісім місць, на які був дуже великий конкурс, спортсмен був повинен написати лист, щоб переконати ,чому саме він заслужив місце. Його заявку було прийнято, і він почав тренуватися разом із клубом. Першу гонку провів у 2004 році, коли йому було одинадцять.
Кларк навчався в середній школі Алієна. У п'ятнадцять років заразився бактеріальним менінгітом, який викликав абсцес за одним оком. Він перебував у лікарні протягом двох тижнів, де приймав внутрішньовенно антибіотики, після чого повністю одужав.

## Виступи на Олімпіадах
| Олімпіада           | Дисципліна                | Місце |
| ------------------- | ------------------------- | ----- |
| Ріо-де-Жанейро 2016 | байдарки-одиночки, слалом | 1     |
| Париж 2024          | байдарки-одиночки, слалом | 5     |
| Париж 2024          | байдарки-крос             | 2     |

## Зовнішні посилання
- Джозеф Кларк на сайті International Canoe Federation (англійська)
- Джозеф Кларк на сайті Olympics.com (англійська)
- Джозеф Кларк на сайті Olympedia (англійська)
- Джозеф Кларк на сайті British Olympic Association (англійська)